# Dienst (Informatik)
Der Begriff Dienst (auch Service oder Daemon) beschreibt in der Informatik allgemein eine technische, autarke Einheit, die zusammenhängende Funktionalitäten zu einem Themenkomplex bündelt und über eine klar definierte Schnittstelle zur Verfügung stellt.
Typische Beispiele sind hier Webservices, die Funktionalitäten für Dritte über das Inter- bzw. Intranet verfügbar machen, Netzwerkdienste, Systemdienste oder auch  Telekommunikationsdienste.
Idealerweise sollte ein Dienst technische Funktion soweit abstrahieren, dass es nicht notwendig ist, die dahinter stehende Technik zu verstehen. Er sollte zudem auch genau definieren, welche fachlichen Funktionen er anbietet (z. B. in einem „Dienstvertrag“).
Im Unterschied zu einem Application Programming Interface (API) kapselt ein Dienst üblicherweise die technische Repräsentation in fachlicher Funktionalität, ist in sich abgeschlossen und einem klar definierten Aufgabenfeld zugeordnet. Ein API stellt also eher technologisch und ein Dienst eher fachlich orientierte Funktionen zur Verfügung.
Nutzt eine Softwarearchitektur primär Dienste zur Realisierung der Funktionen, so wird diese als SOA (Serviceorientierte Architektur) bezeichnet, wobei dort der Begriff Service schärfer definiert wird.

## Definitionen
SOMF (englisch Service Oriented Modelling Framework) definiert einen Dienst allgemein als eine „ganzheitliche Entität, welche Geschäftsanforderungen kapselt und technologisch als Softwarekomponente bestimmt werden kann“.
OASIS hingegen beschreibt Dienste etwas spezifischer als „einen Mechanismus für den Zugriff auf eine oder mehrere Funktionalitäten, wobei der Zugriff durch ein wohldefiniertes Interface erfolgt – unter Berücksichtigung der Richtlinien und Einschränkungen, welche im Dienstvertrag zu hinterlegen sind“.